# Emil Petrovics
Emil Petrovics   (Zrenjanin, 9 de febrer de 1930 - Budapest, 30 de juny de 2011) va ser un compositor hongarès.
Emil Petrovics va estudiar del 1949 al 1951 a Budapest amb Rezsö Sugár, després a l'Acadèmia de Música Franz Liszt amb Ferenc Szabó, Ferenc Farkas i János Viski. Va treballar com a director d'orquestra i del 1960 al 1964 com a director musical al teatre Petőfi de Budapest. Després es va convertir en professor a l'Acadèmia d'Arts Dramàtiques (Színház- és Filmművészeti Egyetem). El 1994 va ser elegit membre de l'Acadèmia Széchenyi (Széchenyi Irodalmi és Művészeti Akadémia). Va rebre el premi Kossuth el 1966 i el 2006.
A més d'obres de música de cambra, va compondre tres òperes, un oratori, un ballet, cantates, una simfonia de corda, un concert per a flauta travessera i trenta partitures per a pel·lícules.